# Lijst van nummer 1-hits in Polen in 2010
Deze hits stonden in 2010 op nummer 1 in de Polish Airplay Chart, de bekendste hitlijst in Polen.
| Datum        | Artiest                                | Titel                            |
| ------------ | -------------------------------------- | -------------------------------- |
| 27 maart     | Melanie Fiona                          | Monday morning                   |
| 3 april      | Melanie Fiona                          | Monday morning                   |
| 10 april     | Sinéad O'Connor                        | Nothing compares 2 U             |
| 17 april     | Jay-Z & Mr Hudson                      | Young forever                    |
| 24 april     | Jay-Z & Mr Hudson                      | Young forever                    |
| 1 mei        | Jay-Z & Mr Hudson                      | Young forever                    |
| 8 mei        | Melanie Fiona                          | Monday morning                   |
| 15 mei       | Keri Hilson                            | I like                           |
| 22 mei       | OneRepublic                            | Secrets                          |
| 29 mei       | OneRepublic                            | Secrets                          |
| 5 juni       | Jason Derülo                           | In my head                       |
| 12 juni      | Tiësto & Nelly Furtado                 | Who wants to be alone            |
| 19 juni      | Adam Lambert                           | Whataya want from me             |
| 26 juni      | Adam Lambert                           | Whataya want from me             |
| 3 juli       | Adam Lambert                           | Whataya want from me             |
| 10 juli      | Lady Gaga                              | Alejandro                        |
| 17 juli      | Katy Perry & Snoop Dogg                | California gurls                 |
| 24 juli      | Junior Caldera & Sophie Ellis-Bextor   | Can't fight this feeling         |
| 31 juli      | Lady Gaga                              | Alejandro                        |
| 7 augustus   | Lady Gaga                              | Alejandro                        |
| 14 augustus  | Tom Boxer & Antonia                    | Morena                           |
| 21 augustus  | Shakira & Freshlyground                | Waka waka (This time for Africa) |
| 28 augustus  | Flo Rida & David Guetta                | Club can't handle me             |
| 4 september  | Flo Rida & David Guetta                | Club can't handle me             |
| 11 september | Flo Rida & David Guetta                | Club can't handle me             |
| 18 september | Flo Rida & David Guetta                | Club can't handle me             |
| 25 september | Flo Rida & David Guetta                | Club can't handle me             |
| 2 oktober    | Flo Rida & David Guetta                | Club can't handle me             |
| 9 oktober    | Flo Rida & David Guetta                | Club can't handle me             |
| 16 oktober   | Eminem featuring Rihanna               | Love the way you lie             |
| 23 oktober   | Hurts                                  | Wonderful life                   |
| 30 oktober   | Hurts                                  | Wonderful life                   |
| 6 november   | Hurts                                  | Wonderful life                   |
| 13 november  | Armin van Buuren & Sophie Ellis-Bextor | Not giving up on love            |
| 20 november  | Shakira & Dizzee Rascal                | Loca                             |
| 27 november  | Shakira & Dizzee Rascal                | Loca                             |
| 4 december   | Shakira & Dizzee Rascal                | Loca                             |
| 11 december  | Rihanna                                | Only girl (In the world)         |
| 18 december  | Rihanna                                | Only girl (In the world)         |
| 25 december  | Rihanna                                | Only girl (In the world)         |